# Quintiliano Alves Ferreira
Quintiliano Alves Ferreira, primeiro e único barão de São Roberto, (1822 – 14 de junho de 1895), foi um fazendeiro, minerador, comerciante e um nobre brasileiro.
Quintiliano Alves Ferreira residia no chamado "Arraial da Gouvêa", atual Gouveia, em Minas Gerais. Fundou em 1888, com Roberto Alves Taboia Júnior, na região de Gouveia, uma fábrica de tecidos, denominada Fábrica de São Roberto (mesmo nome do povoado onde está a fábrica), que com seu falecimento, mudou de nome para Companhia Fiação e Tecidos São Roberto, que faliu no ano de 1929.
Fundou também em 1874, fábrica de lapidação de diamantes, denominada Fábrica Vitória Augusta, no centro da cidade, que possuía 18 rodas de lapidação, que foi agraciada com o título de Imperial pelo Parlamento Brasileiro em 22 de setembro de 1880. Também foi proprietário de uma fábrica de chapéus no mesmo município. Com a sua morte em 1895, as fábricas foram fechadas.

## Fábrica de Fiação e Tecidos São Roberto
Também fundou, junto com Roberto Alves Taioba Junior, Pacífico Alves Ferreira, Leonel Alves Ferreira, José Alexandre de Sousa, Manoel da Costa Pena e Carlos José Ribas, em 23 de junho de 1886 a Fábrica de Tecidos São Roberto (que levou o nome em homenagem ao Barão), situada a 2 km da cidade de Gouveia, sendo o Barão o maior acionista.
A construção da fábrica de tecidos teve início em agosto de 1886, com a compra do maquinário e início das instalações no terreno doado por Antônio José Ribas. O transporte das máquinas de Gouveia até São Roberto, um trecho de 2 km, durou 5 dias em razão da complexidade do transporte e atoleiros ocorridos.
O Jornal do Comércio, do Rio de Janeiro, de 8 de agosto de 1887, reproduzindo matéria do Jornal "Sete de Setembro" de Diamantina, colocou uma nota em seu setor de "Notícias Várias" a seguinte manchete: "Mais uma fábrica de tecidos vai se fundar em nosso município.; as bases estão assentadas e brevemente começará a construção. O florescente Arraial de Gouvêa, distante desta cidade 35 kiloetros, que vai possuir mais este importante estabelecimento industrial, por iniciativa da importante e prestimosa família Alves, que de tempos a tempos aumenta a prosperidade daquelle arraial com mais um elemento de vida e riqueza.  Vai ser levantado por meio de ações de $200 cada uma, as quaes já estão todas passadas, o capital que é de 120:000$000. Gyrará a associação sob a firma de Alves, Ribas, Ribeiro eCia., e o estabelecimento com a denominação de Fábrica de Fiação e Tecidos São Roberto. O director, gerente e mais empregados desta importante empreza nada perceberão de remuneração, emquanto não começar a trabalhar a fábrica, cujo futuro próspero é de se esperar à vista desta e de outras grandes economias postas em prática pelos seus dignos fundadores."
A primeira produção da fábrica aconteceu em 28 de dezembro de 1889, quando, sob a presidência do Barão de São Roberto (principal acionista), foi tecido o primeiro metro de pano.
A fábrica possui até hoje uma vila operária e atualmente opera sob o nome "Companhia Industrial Estamparia São Roberto S/A".

## Título nobiliárquico
Agraciado com o título de barão, por decreto imperial de 3 de agosto de 1889. O título faz referência a um distrito ou vila de Gouveia.

## Curiosidades históricas
- Em 1885, após o falecimento do Major Roberto Alves Ferreira Tayoba, concedeu, como forma de homenagem ao falecido, a liberdade ao escravo "Juvenato".[6]
- Em 1888, como contrapartida pela construção da Fábrica de Tecidos São Roberto, foi o responsável pela construção e criação da Escola Mixta de Instrução Primária de Gouveia, após decreto autorizando sua criação no terreno da fábrica, conforme artigo único do projeto nº 100 da Sessão da Assembleia Provincial de 25 de junho de 1888.[7]